# Levantamento de peso nos Jogos Pan-Americanos de 2007 - Até 58 kg feminino
A categoria até 58 kg feminino do levantamento de peso nos Jogos Pan-Americanos de 2007 foi disputada no Pavilhão 2 do Complexo Esportivo Riocentro em 15 de julho com dez halterofilistas, cada uma representando um Comitê Olímpico Nacional (CON).
A equatoriana Alejandra Escobar conquistou a medalha de ouro ao levantar um total de 223 kg, quebrando os recordes pan-americanos da categoria no arranque e arremesso, além do total. Foi a primeira medalha de ouro do Equador no Pan do Rio de Janeiro. Rusmeris Villar, da Colômbia, ficou com a prata com um total de 204 kg, e María Cecilia Floriddia, da Argentina, obteve a medalha de bronze ao finalizar com 200 kg.

## Medalhistas
| Ouro   | ECU Alejandra Escobar       |
| Prata  | COL Rusmeris Villar         |
| Bronze | ARG María Cecilia Floriddia |

## Resultados
| Pos.              | Atleta                      | Grupo | Peso  | Arranque (kg) | Arranque (kg) | Arranque (kg) | Arranque (kg) | Arremesso (kg) | Arremesso (kg) | Arremesso (kg) | Arremesso (kg) | Total (kg) |
| Pos.              | Atleta                      | Grupo | Peso  | 1             | 2             | 3             | Result.       | 1              | 2              | 3              | Result.        | Total (kg) |
| ----------------- | --------------------------- | ----- | ----- | ------------- | ------------- | ------------- | ------------- | -------------- | -------------- | -------------- | -------------- | ---------- |
| Medalha de ouro   | ECU Alejandra Escobar       | A     | 57,35 | 92            | 96            | 98            | 98            | 117            | 122            | 125            | 125            | 223        |
| Medalha de prata  | COL Rusmeris Villar         | A     | 57,05 | 88            | 90            | 92            | 90            | 110            | 114            | 114            | 114            | 204        |
| Medalha de bronze | ARG María Cecilia Floriddia | A     | 57,45 | 86            | 90            | 92            | 90            | 107            | 110            | 110            | 110            | 200        |
| 4                 | VEN Gretty Lugo             | A     | 57,55 | 85            | 88            | 88            | 88            | 108            | 108            | 110            | 108            | 196        |
| 5                 | PUR Geralee Vega            | A     | 57,80 | 85            | 85            | 85            | 85            | 110            | 116            | 116            | 110            | 195        |
| 6                 | USA Jackie Berube           | A     | 57,85 | 83            | 86            | 88            | 86            | 100            | 105            | 108            | 105            | 191        |
| 7                 | DOM Wildri de los Santos    | A     | 57,35 | 80            | 80            | 84            | 84            | 106            | 106            | 106            | 106            | 190        |
| 8                 | MEX Quisia Guicho           | A     | 58,00 | 78            | 82            | 82            | 82            | 103            | 108            | 108            | 103            | 185        |
| 9                 | CAN Valérie Lefebvre        | A     | 57,75 | 75            | 78            | 78            | 78            | 93             | 96             | 98             | 98             | 176        |
| 10                | BRA Eliane Silva            | A     | 57,00 | 70            | 75            | 78            | 75            | 90             | 90             | 90             | 90             | 165        |

Legenda
| Recorde mundial                  | Recorde mundial (World record)               |                       | Recorde africano                      | Recorde africano (African) |                                           | Q | Classificado por posição (Qualified) |
| Recorde dos Jogos Pan-Americanos | Recorde pan-americano (Pan-American record)  | Recorde da América    | Recorde da América (Americas)         | q                          | Classificado por melhor tempo (Qualified) |   |                                      |
| Melhor marca do ano              | Melhor marca do ano (World leading)          | Recorde asiático      | Recorde asiático (Asian)              | DNS                        | Não largou (Did not start)                |   |                                      |
| Recorde nacional                 | Recorde nacional (National record)           | Recorde europeu       | Recorde europeu (European)            | DNF                        | Não terminou (Did not finish)             |   |                                      |
| Recorde pessoal                  | Recorde pessoal do atleta (Personal best)    | Recorde da Oceania    | Recorde da Oceania (Oceania)          | DSQ / DQ                   | Desclassificado (Disqualified)            |   |                                      |
| Recorde da temporada             | Recorde da temporada do atleta (Season best) | Recorde sul-americano | Recorde sul-americano (South America) | NM                         | Sem marca (No mark)                       |   |                                      |